# Ореше
Оре́ше (болг. Ореше) — село в Благоєвградській області Болгарії. Входить до складу громади Гирмен.

## Населення
За даними перепису населення 2011 року у селі проживали 198 осіб.
Національний склад населення села:
| Національність   | Кількість осіб | Відсоток |
| ---------------- | -------------- | -------- |
| болгари          | 56             | 40,3%    |
| турки            | 23             | 16,5%    |
| цигани           | 0              | 0%       |
| інша             | 48             | 34,5%    |
| не визначились   | 12             | 8,6%     |
| Всього відповіли | 139            |          |

Розподіл населення за віком у 2011 році:
Динаміка населення: